# Yonge (cràter)
Yonge és un cràter d'impacte en el planeta Venus de 42,8 km de diàmetre. Porta el nom de Charlotte Yonge (1823-1901), escriptora anglesa, i el seu nom va ser aprovat per la Unió Astronòmica Internacional el 1994.